# Ricardo Flores Gaviño
Ricardo Lorenzo Flores Gaviño (Lima, 10 de agosto de 1854 - ib., 1939) fue un médico, científico y político peruano. Como político fue uno de los fundadores del Partido Liberal Peruano, así como senador de la República, ministro de Fomento y Obras Públicas (1897-1898), ministro de Justicia e Instrucción (1917-1918) y encargado del Ministerio de Relaciones Exteriores (diciembre de 1918). Como médico inició en el Perú el estudio de la bacteriología; fue el primero en usar el microscopio y el termómetro clínico y en aplicar las inyecciones hipodérmicas. Fue además catedrático de la Facultad de Medicina de la Universidad de San Marcos y decano de la misma. También es de resaltar su afición por la fotografía.

## Biografía
Fue hijo de Sebastián Flores y de Pascuala Gaviño. Ingresó a la Escuela Militar y Naval, y se hallaba aún estudiando cuando estalló el conflicto con España de 1865 - 1866. A las órdenes del coronel Francisco Bolognesi, peleó en el combate del Callao, librado el 2 de mayo de 1866. Luego mantuvo su lealtad al gobierno del coronel Mariano Ignacio Prado, y en las filas del Batallón Yungay participó en los fallidos asaltos contra la ciudad de Arequipa, bastión de los rebeldes constitucionalistas, a fines de 1867. Herido en el maxilar inferior, regresó a Lima donde se curó.
Tras su recuperación, abandonó definitivamente la carrera militar y optó por la Medicina, iniciando los estudios respectivos en la Universidad de San Marcos en 1871, y continuándolos en París. Luego de las correspondientes prácticas hospitalarias, se doctoró en 1878 con una tesis sobre “Tumores estercoráceos”. En 1879 se recibió como Médico Cirujano.
De vuelta al Perú, encontró al país en plena guerra con Chile. Participó entonces en la defensa de Lima en calidad de cirujano mayor y jefe de la división ambulante. Estuvo en las dos batallas importantes por la defensa de la capital: San Juan y Miraflores (1881). 
Finalizada la guerra, volvió a Europa con el fin de hacer unos estudios de postgrado en París. De retorno en el Perú, dictó un curso libre de Técnicas Microscópicas y Bacteriología en la Facultad de Medicina de San Marcos (1889). Fue él quien trajo el primer microscopio al país y se encargó de realizar los estudios hematológicos de Daniel Alcides Carrión, el mártir de la medicina peruana. 
Por entonces intervino en la política en las filas del Partido Demócrata de Nicolás de Piérola. Fue sucesivamente desterrado a Guayaquil (1890-1891) e Iquique (1894-1895). Tras el triunfo de la revolución de 1894-1895 fue elegido senador por El Callao y apoyó al nuevo gobierno constitucional presidido por Piérola. Ese mismo año de 1895 fue reincorporado a la Facultad de Medicina de San Marcos y se le confió la cátedra de Oftalmología.
En el gobierno de Piérola fue ministro de Fomento y Obras Públicas (de 27 de noviembre de 1897 a 16 de mayo de 1898). Luego fue uno de los fundadores del Partido Liberal, encabezado por el ex montonero Augusto Durand (1902). Elegido senador por Huanuco en 1907, representó a su partido en la convención que respaldó la candidatura presidencial de José Pardo y Barreda en 1915, que a la postre resultó triunfante. Fue vicepresidente del Senado en 1916. Su último período como parlamentario finalizó en 1918.
Por haber pactado su partido con el gobierno de José Pardo, Flores integró uno de los gabinetes ministeriales, como ministro de Justicia e Instrucción (de 27 de julio de 1917 a 26 de noviembre de 1918), así como encargado interino del Ministerio de Relaciones Exteriores, en el que permaneció algunas semanas en diciembre de 1918, hasta que lo reemplazó el doctor Arturo García Salazar, miembro del nuevo gabinete presidido por Germán Arenas.
Se retiró de la vida política y se consagró a sus tareas profesionales y científicas. En 1921 fue elegido decano de la Facultad de Medicina de San Marcos. Gobernaba entonces Augusto B. Leguía, que había instaurado un gobierno dictatorial. Flores no dudó en firmar el manifiesto de los profesores sanmarquinos en defensa de las libertades públicas, el 26 de marzo de 1921.
Como médico, el doctor Ricardo L. Flores inició en el Perú el empleo del termómetro clínico para apreciar la temperatura, así como el uso de las inyecciones hipodérmicas. Fue también cultor de la fotografía con fines científicos y artísticos, y para promoverla fundó el Foto Club de Lima (1888). Además, se le recuerda por ser uno de los primeros peruanos interesados en el kinetoscopio o proyector de imágenes móviles, invento de Edison al que se considera un antecedente del cinematógrafo.  
Fue también:
- Director del Hospital Maison de Santé, donde atendió a un todavía niño José Carlos Mariátegui.
- Presidente de la Academia Nacional de Medicina, de 1913 a 1918.
- Presidente de la Sociedad Geográfica de Lima.